# ソ連運輸省D1形気動車
D1形気動車（ロシア語: Д1）は、ソ連運輸通信省（МПС СССР, Министерство путей сообщения СССР 　別名：ソ連国鉄）が1964年から導入した気動車である。

## 概要
1950年代後半から行われた動力近代化計画に伴い、非電化区間における蒸気機関車牽引の客車列車の置き換え用として、1960年から1964年にかけてソ連国鉄はハンガリー・ガンツ - マーバグ製の気動車であるD形を導入した。しかし、3両編成のD形では需要を満たすのに不十分であったため、1964年以降ガンツ - マーバグは出力を強化した4両編成の気動車の生産を開始した。これがD1形である。
エンジンを搭載した片運転台の先頭車（動力制御車）2両と中間に連結する付随車2両による4両編成を基本としており、付随車は最大4両まで増結可能な設計となっている。構体は全金属製となっており、ディーゼルエンジンを搭載している部分は台枠の強化が行われている。連結器は旧ソ連の鉄道車両における標準仕様であるSA3形自動連結器が用いられている。
座席は2列＋3列配置のボックスシートで、動力車には連結面のドア付近にトイレが設置されている。乗降扉は自動両開き扉が採用され、先頭車・中間車双方に片側2箇所配置されており、扉部と客席はデッキによって仕切られている。D1-305編成までは機器室と乗降扉の間に荷物室が設けられていたが、それ以降の編成はエアフィルターが搭載されたため設置されていない。空調装置は搭載されておらず夏季は外部から空気を取り入れる通風器により車内を涼しくした一方、厳しい寒さに対応するため石油ボイラーが搭載されており、冬季はボイラーによってディーゼルエンジンの冷却水を加熱して生じた温風を車内に行き渡らせる。
台車は動力が伝達されない付随台車が2軸ボギー台車である一方、先頭車の運転台側下部に設置された動力台車は3軸ボギー台車となっている。D1-375編成までの車軸配置は"A-1-A"であったが、以降は"1-A-A"に改められ、車軸の横方向への柔軟な動きが可能なよう再設計が行われている。これにより軸距もそれまでの4,190mmから4,500mmに延長されている。
エンジンはガンツ - マーバグで開発され、D形よりも出力が強化された12気筒V形4ストローク機関の12 VFE 17/24形（730 rpm）が搭載されており、機械油圧式の3段変速機であるHM612-22を通して台車に動力が伝達される。最高速度54.6km/hの1段目は起動時の牽引力が大きいトルクコンバータが用いられる一方、84.3km/hの2段目と126.7km/hの3段目は動力伝達効率が高い歯車が動力伝達に用いられる。制動装置は電空併用ブレーキを使用している他、補助制動装置としてウェスチングハウスによる設計を基にした空気ブレーキが取り付けられている。初期の編成は動力制御車に加え後方の1両が同時に制動可能となっていたが、D1-376編成以降は3両まで可能な構造に改められている。

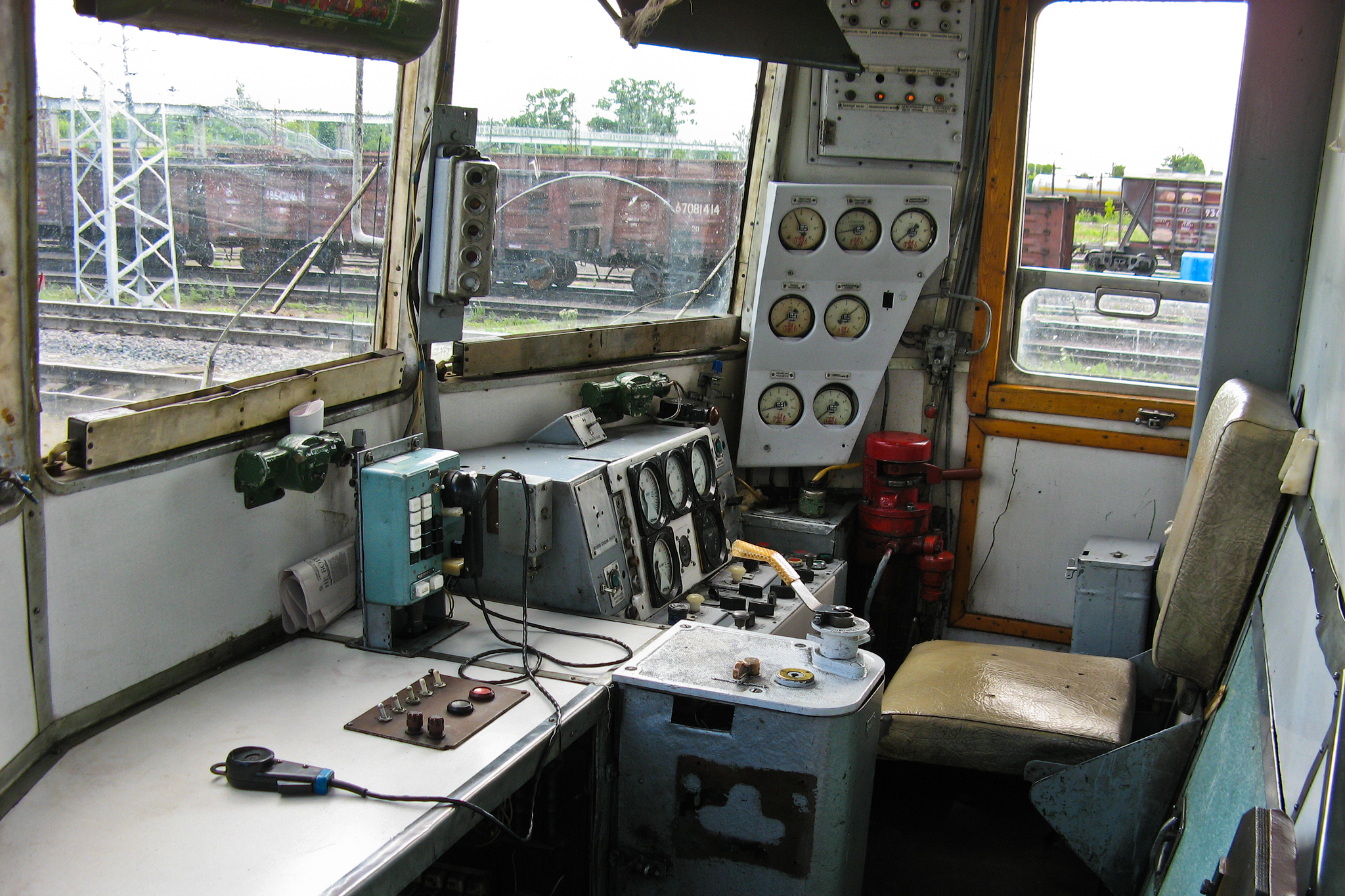
運転台
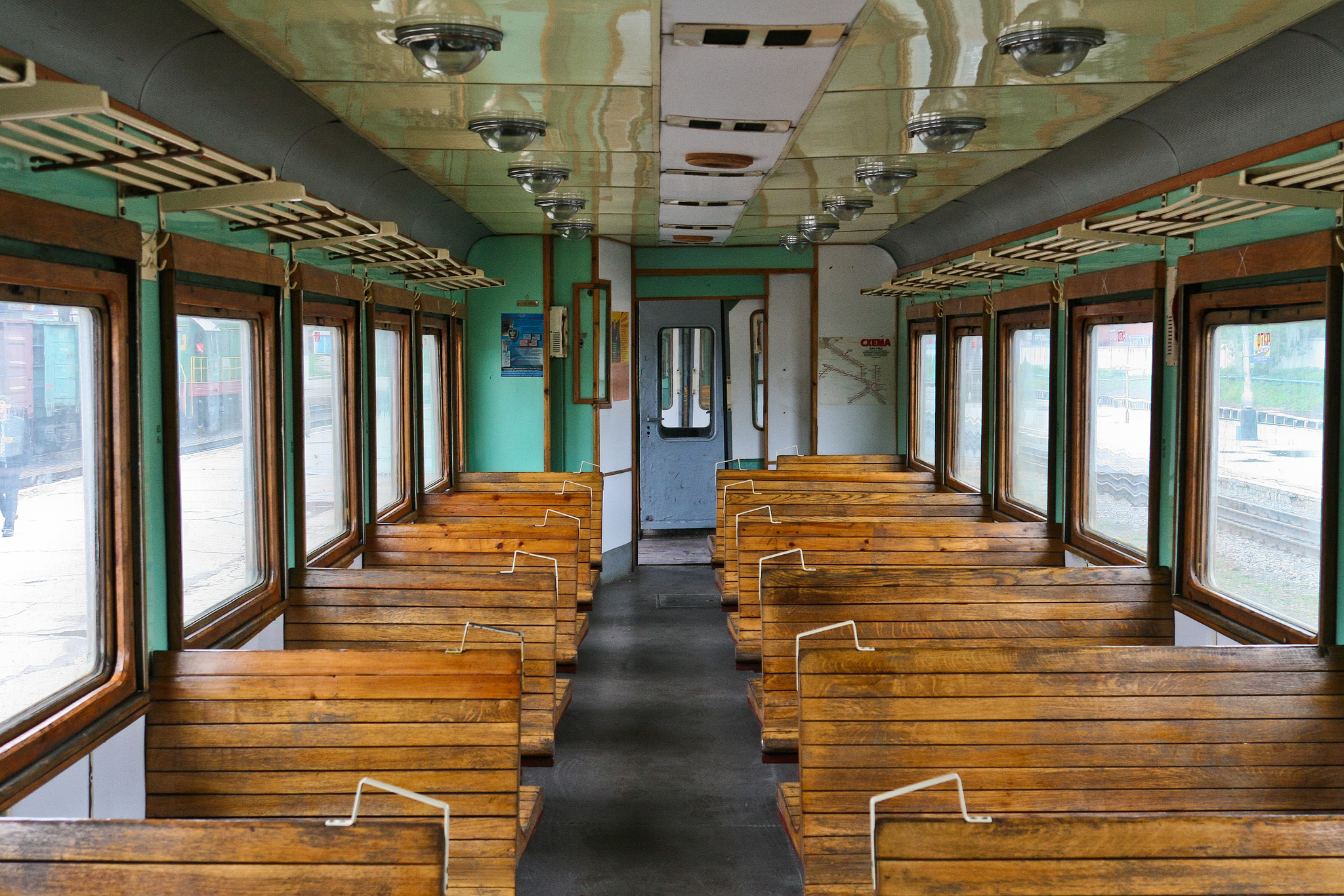
車内（原型）
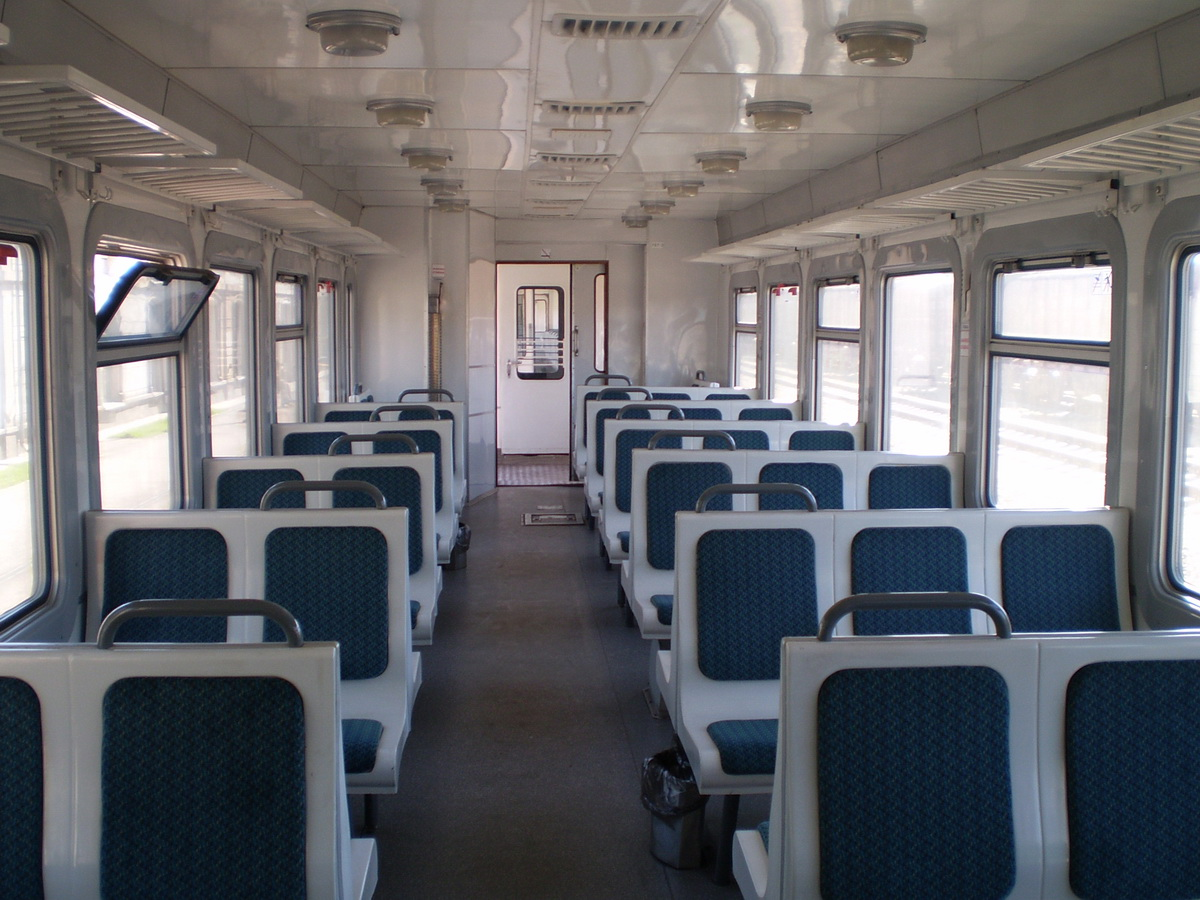
車内（更新車）
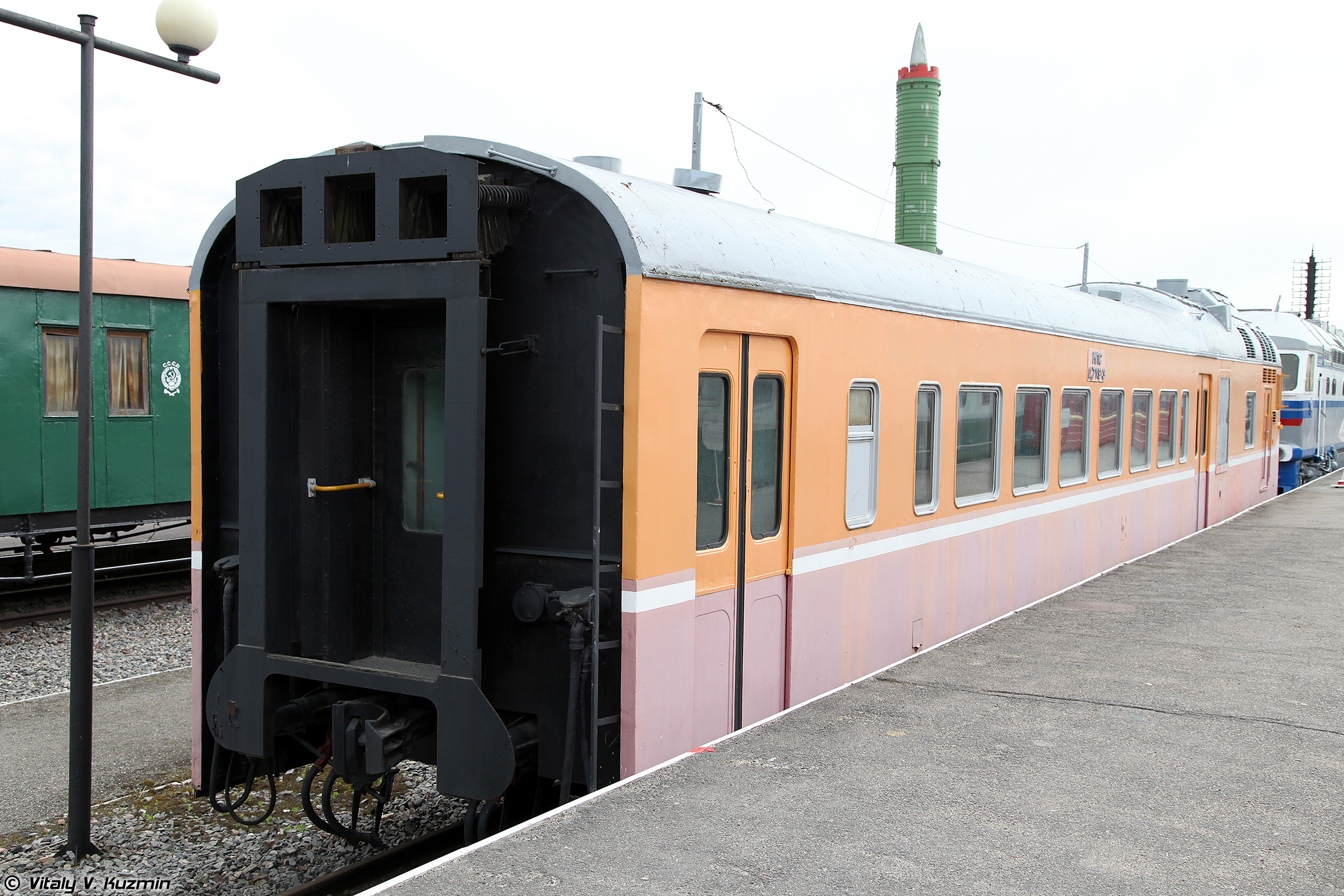
連結面には分厚いゴム幌が設置されていた
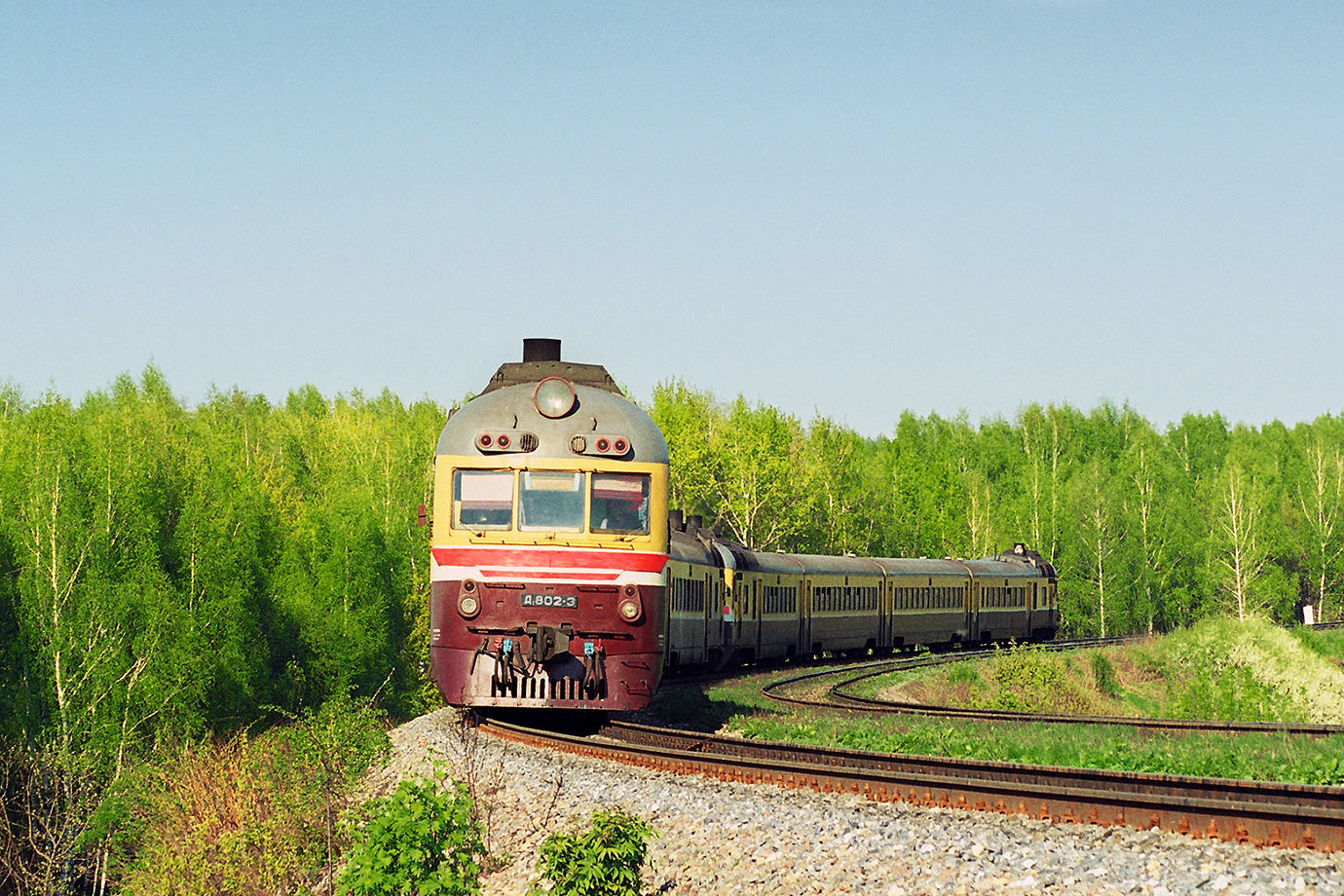
2編成を連結した運用も存在した（先頭はD1-802編成）

## 運用
1964年からゴーリキー地域やドネツィク地域を始めソ連各地の非電化区間に多数導入され、地域間輸送に活躍した。台車や車内レイアウトなどの設計変更を経て増備は1988年まで続き、605編成2,540両（先頭車1,210両、中間車1,330両）の総生産数は気動車として当時世界最多であった。ソビエト連邦の崩壊直後の1992年1月1日の時点でそのうち407編成が旧ソ連各国で運用に就いていた。しかしそれ以降は老朽化による廃車が進み、2001年にはエストニア国鉄から、2007年にはリトアニア鉄道での運用が終了した。ロシア鉄道には2012年1月1日の時点で68編成が残存していたが、翌2013年までに全車とも営業運転から退いた。2019年現在、ウクライナ鉄道とモルドバ国鉄でのみ残存している。

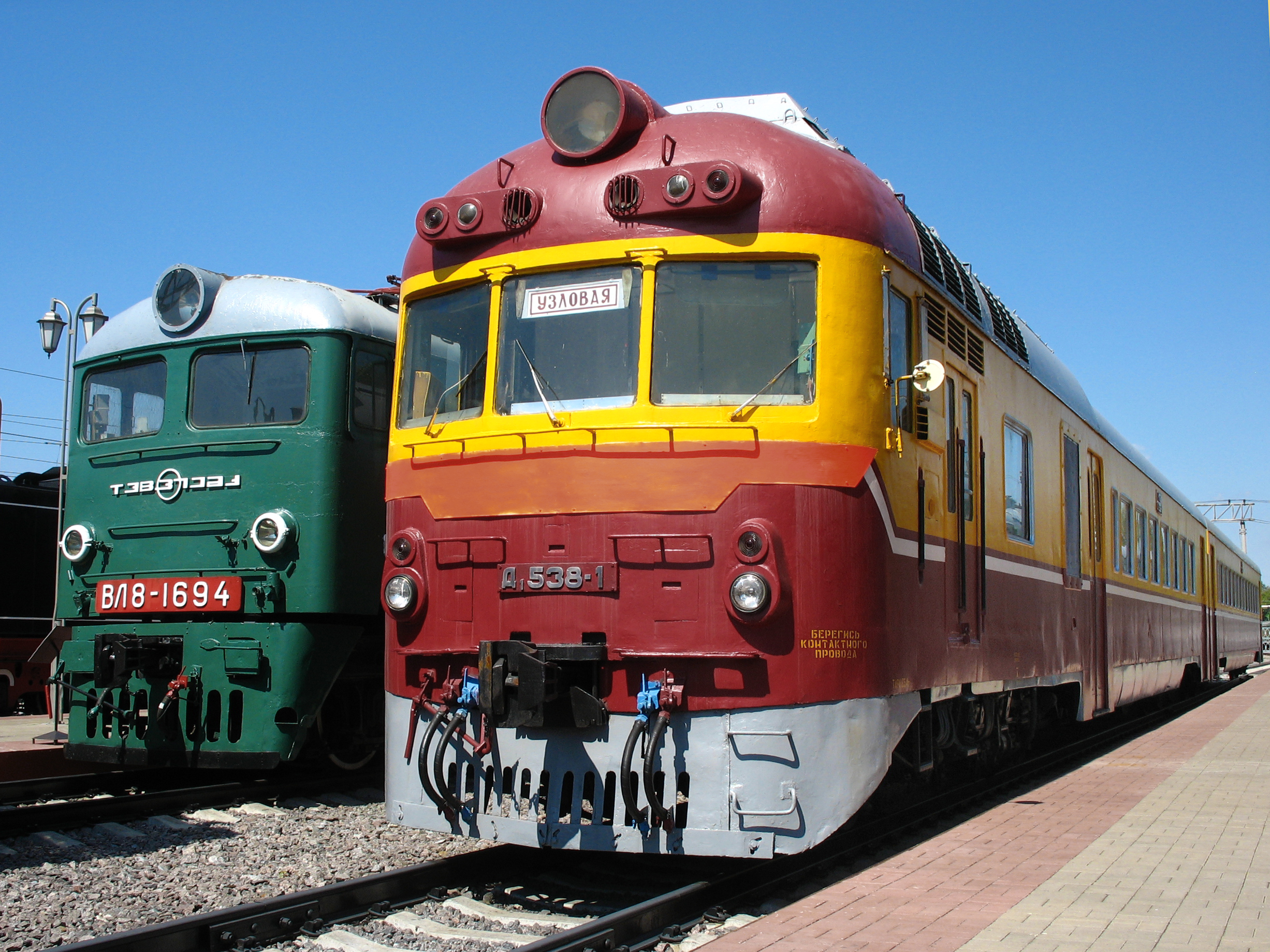
D1-538編成（ロシア鉄道）
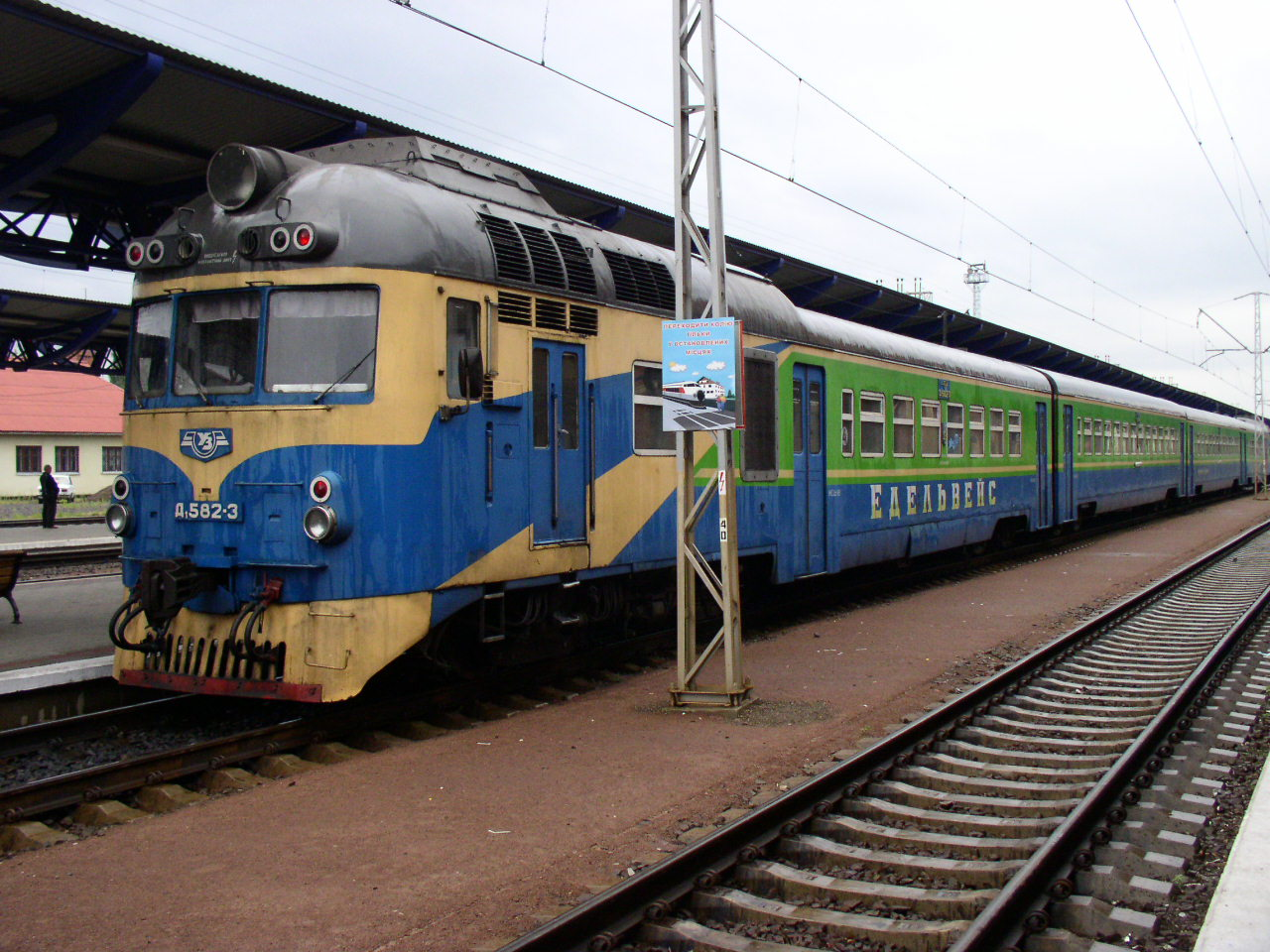
D1-582編成（ウクライナ鉄道）
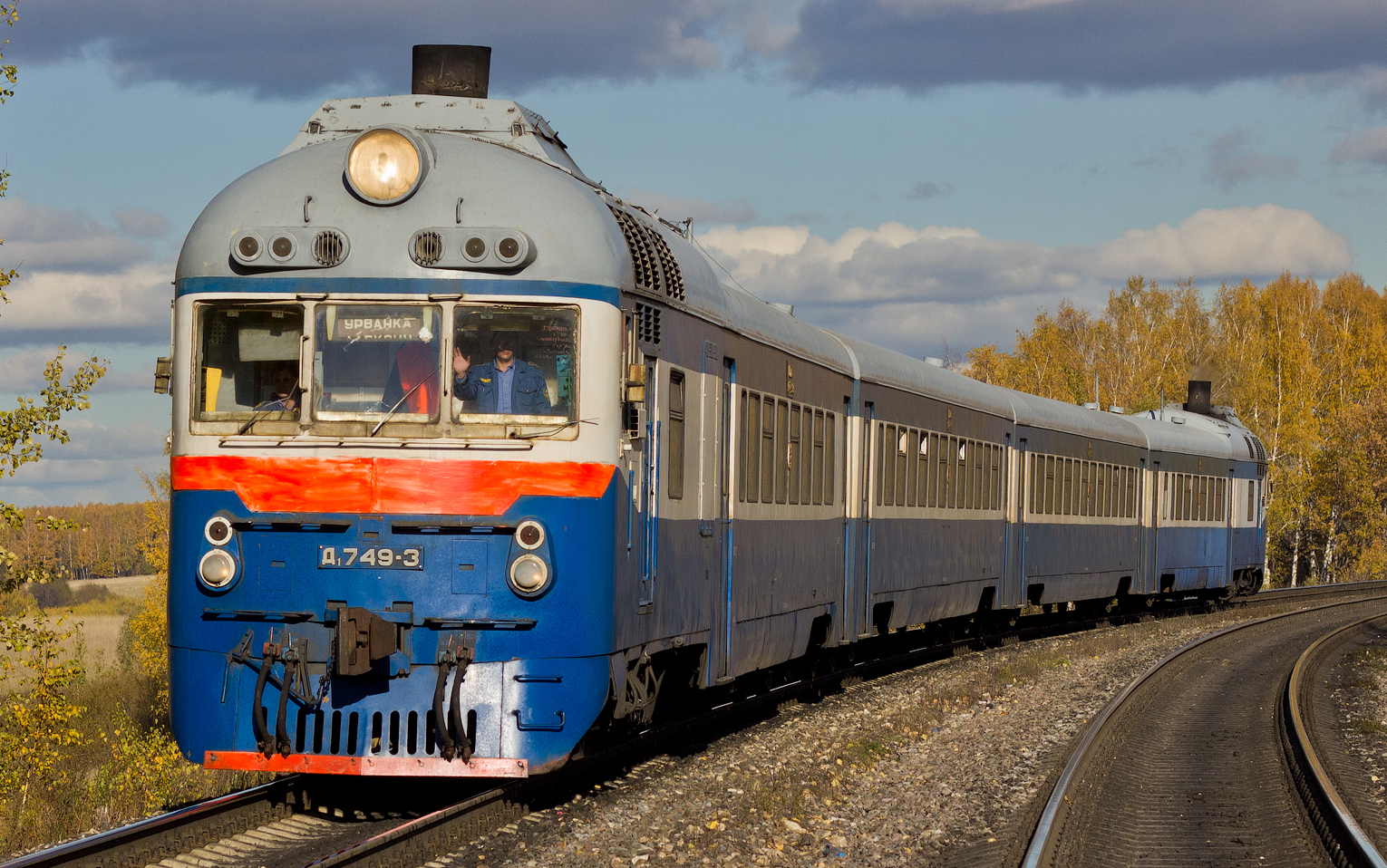
D1-749編成（ロシア鉄道）
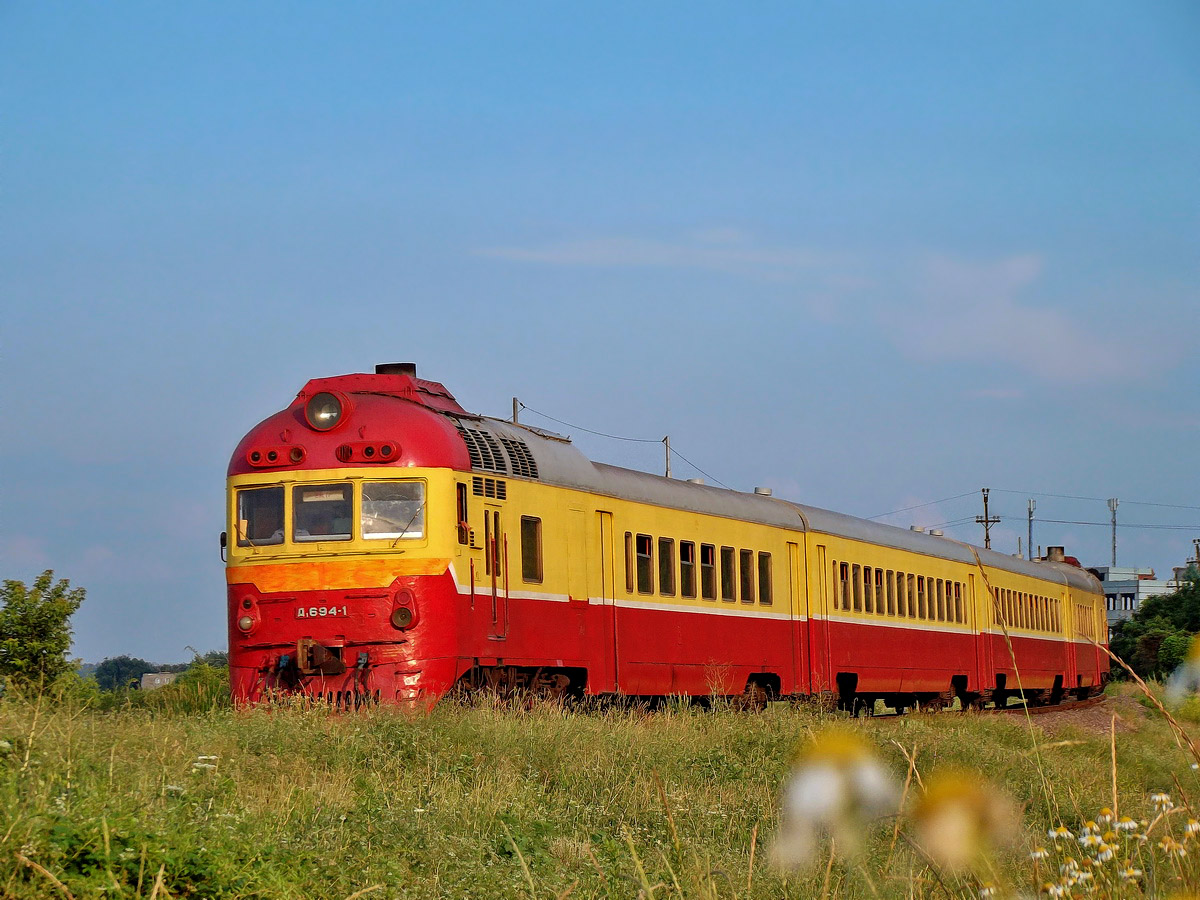
D1-694編成（モルドバ国鉄）
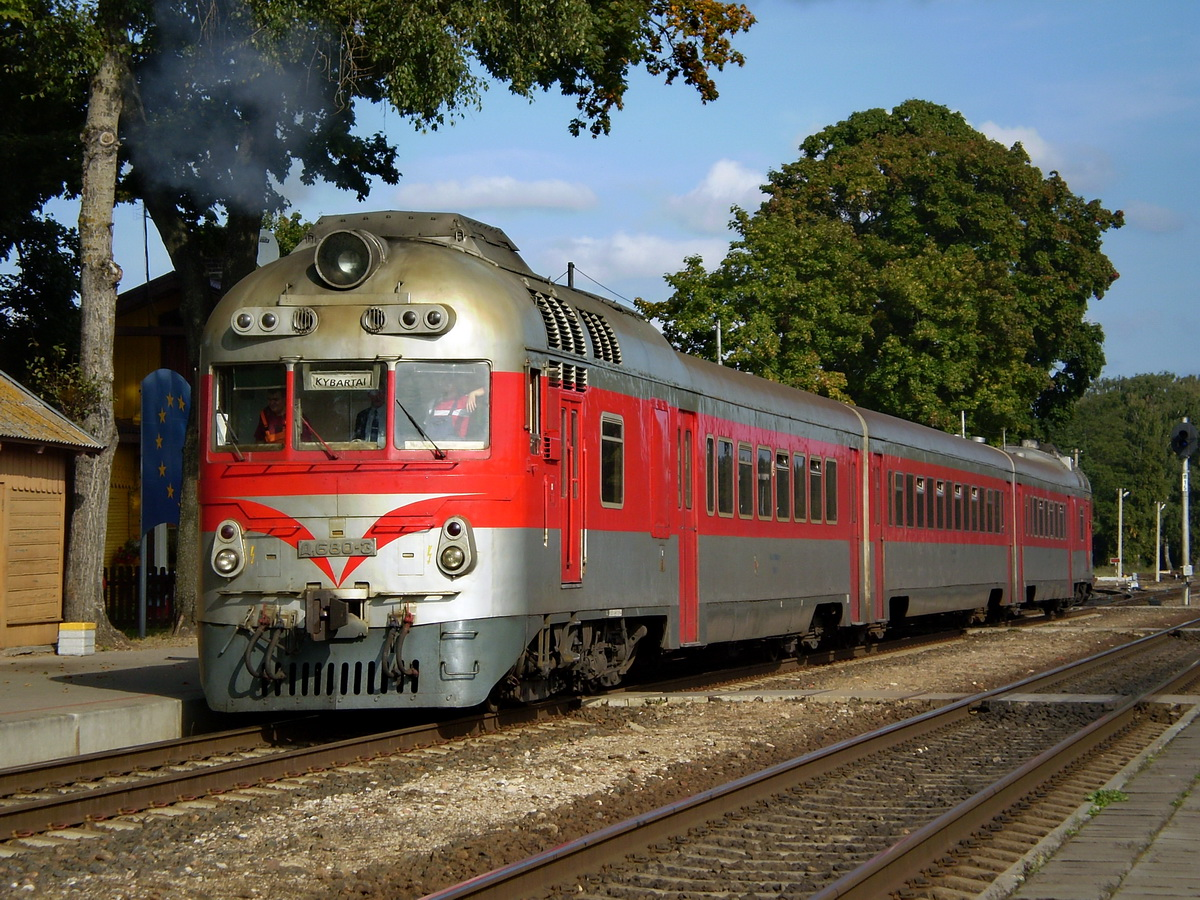
D1-680編成（リトアニア鉄道）
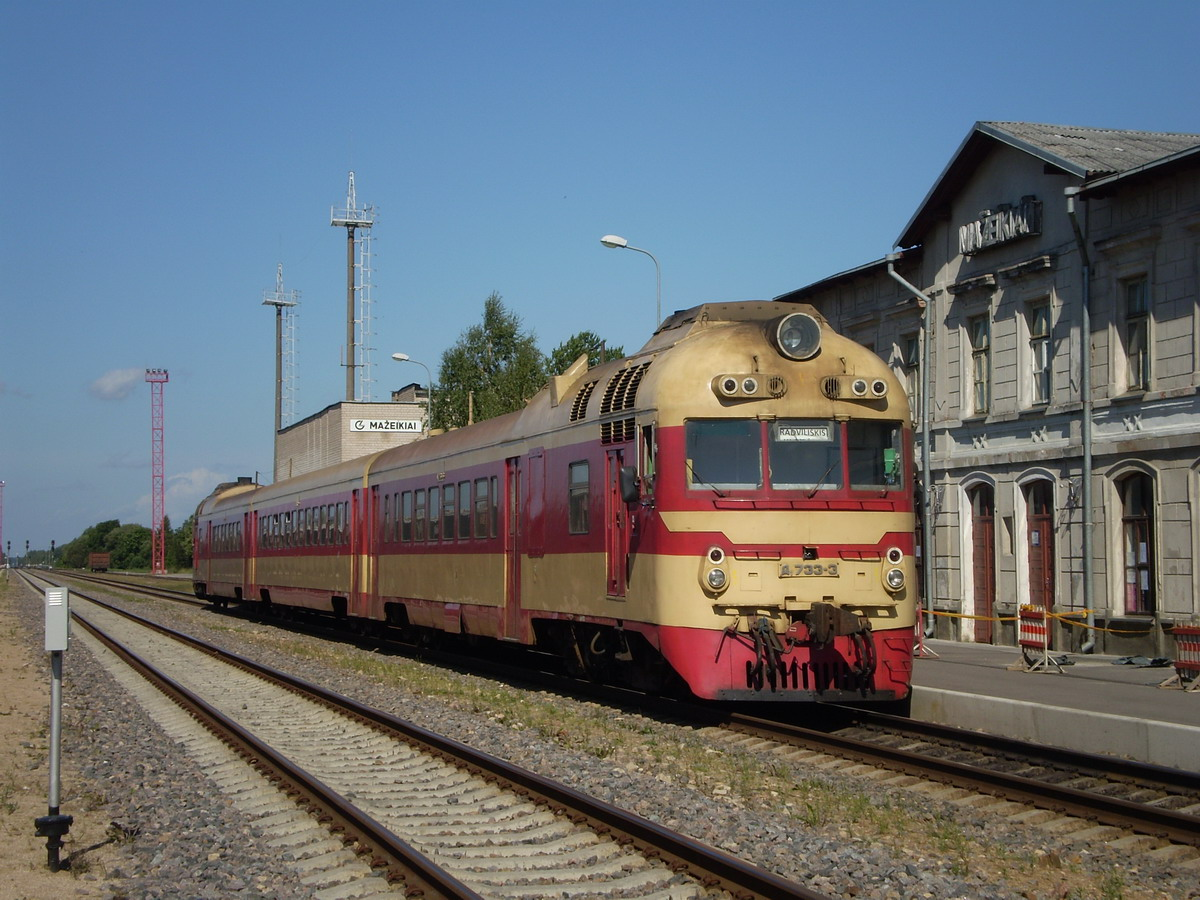
D1-733編成（リトアニア鉄道）

## 改造

### D1m形（Д1м）
D1形に用いられた機械油圧式変速機は経年劣化による故障が相次いだため、変速機をハイドロダイナミックブレーキを搭載した液体式変速機のGDP 750/201（ГДП750/201）に、エンジンもM773A（12CHN 18/20）に交換した車両。旧ソ連時代の1980年代から研究は行われていたが、ヴェリコルクスキー機関車修理工場にて改造が実施されたのはロシア連邦成立後の1995年から2002年となり、変速機やエンジンの交換が行われた車両は形式名がD1m形に変更された。

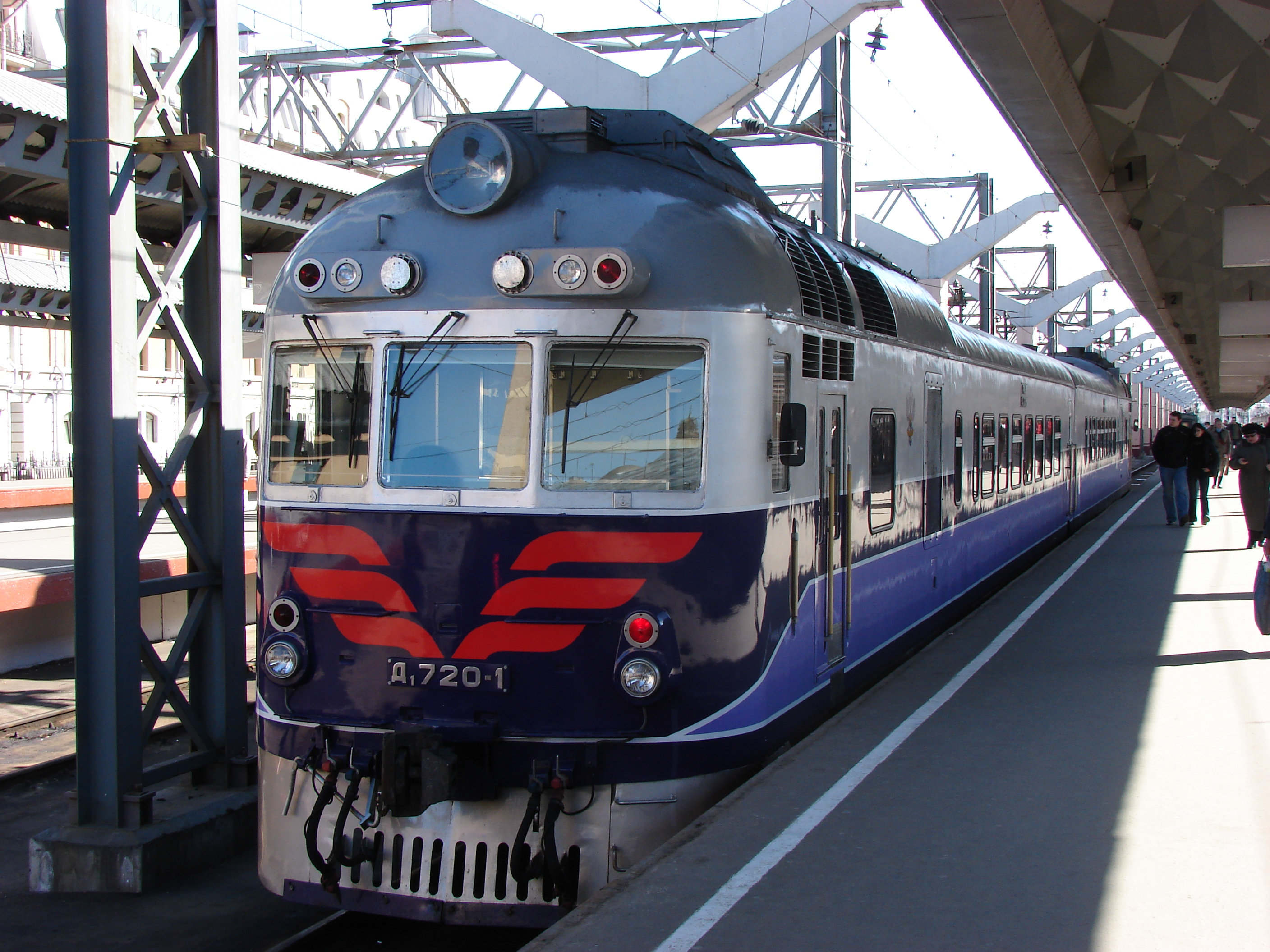
D1m-720編成（2001年改造）

### D1M形（モルドバ国鉄）
モルドバ国鉄に受け継がれたD1形の機器を流用して製造された車体更新車。モルドバ国鉄でもD1形の老朽化は深刻であったが新製気動車を導入する費用を捻出することが困難であったため、ルーマニアのRemar社へD1形の部品を再利用した車両を注文する事になった。流線型の車体が新造され、空調装置や近代的なトイレ、乗降扉付近の車椅子リフトなど内装もより快適なものに改められている。ディーゼルエンジン（TD1662VE, 515 kw）や変速機（H82-10）など主要機器も新たに作られたものが導入されている一方、一部の機器はD1形のものをそのまま使用している。
当初は14編成が製造される予定であったが、実際には2012年から2013年にかけて5編成が製造されている。

### その他
- 両運転台式に改造されたD1-002（動画）（ウクライナ鉄道）